# Facultad de Ciencias Agrarias (UNAL Bogotá)
La Facultad de Ciencias Agrarias es una institución dedicada fundamentalmente a la enseñanza en el área de las ciencias agrarias. La Facultad pertenece a la Universidad Nacional de Colombia y junto con otras 10 facultades constituye la Sede Bogotá de dicha Universidad.

## Programas académicos

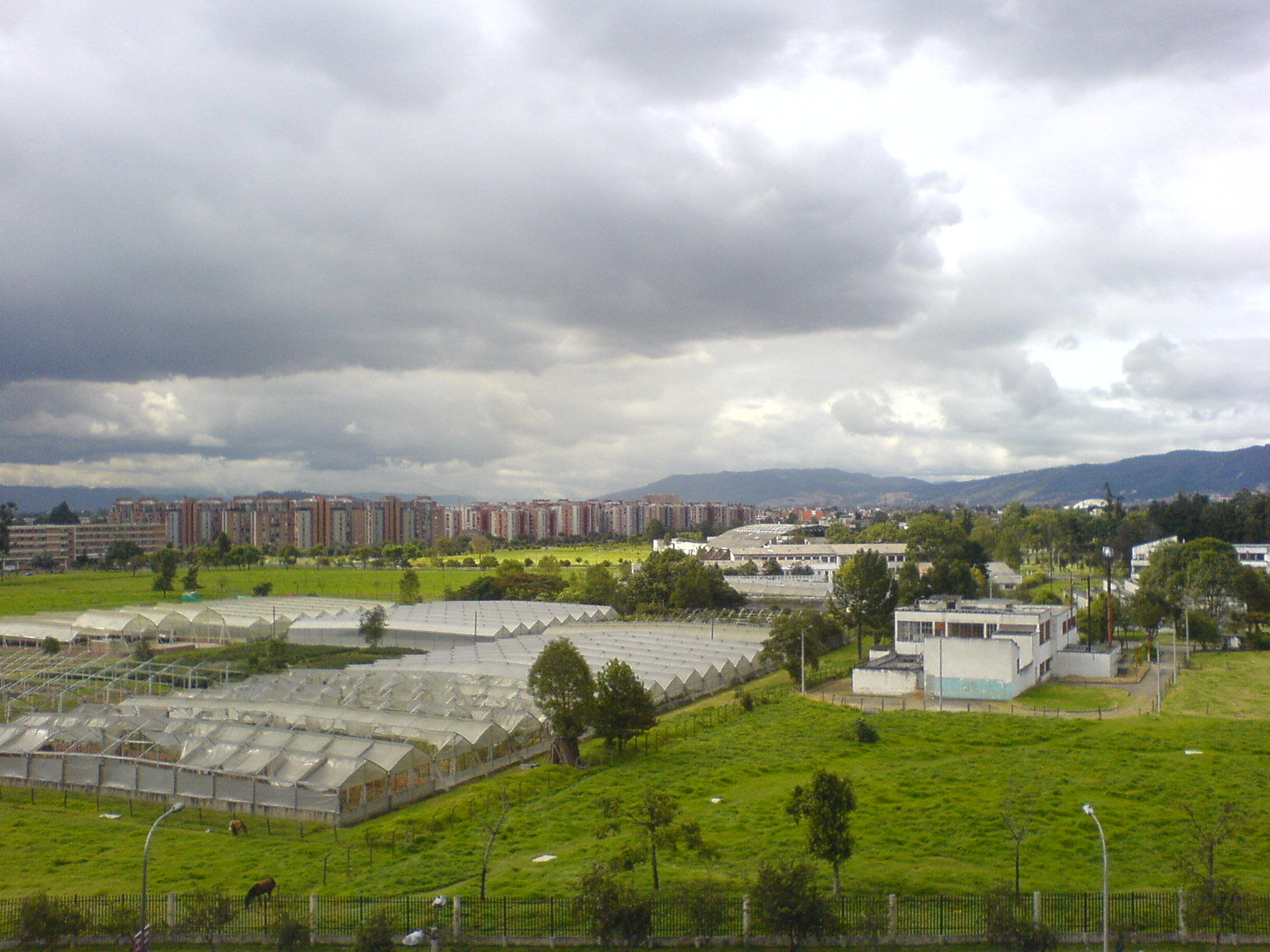
Facultad de Agronomía, Ciudad Universitaria, Bogotá.

Pregrado
- Ingeniería Agronómica

Especialización
- Desarrollo Rural
- Horticultura
- Cultivos Perennes Industriales

Maestrías
- Ciencias Agrarias
- Geomática

Doctorados
- Ciencias Agropecuarias

## Dirección
La dirección de la facultad le corresponde al Consejo Directivo y al decano. Colaboradores inmediatos del Decano son el Vicedecano, el Secretario y el asistente administrativo. A nivel de sede de la Universidad Nacional en Bogotá, la administración está presidida por el vicerrector y el Consejo de Decanos. A escala nacional, las más altas autoridades son el rector, el Consejo Superior Universitario y el Consejo Académico, constituido este último por los decanos de las cuatro sedes de la universidad, que son las de Bogotá, Medellín, Manizales y Palmira y los de las tres sedes de presencia nacional que son las de Amazonía, Orinoquía y Caribe.